# Râul Izvor, Cârcinov
Râul Izvor este un afluent al râului Cârcinov.

## Hărți
- Harta Județul Argeș